# Georg Muestinger
Georg Muestinger (* vor 1400 in Petronell; † 30. September 1442 in Klosterneuburg) war Augustiner-Chorherr und seit 1418 Propst von Stift Klosterneuburg, zudem Diplomat und Astronom.

## Leben
Die Zeit seines Wirkens gilt als erste wissenschaftliche Blütezeit des Stifts Klosterneuburg. Muestinger reformierte die Stiftsschule und gilt als Freund und Schüler des bedeutenden Astronomen Johannes von Gmunden, der zu dieser Zeit an der Universität Wien lehrte. Während seiner Regentschaft wurden in Klosterneuburg Himmelsgloben angefertigt und ein Kartenwerk (wohl eine mappa mundi) erstellt, von dem nur noch Koordinatenlisten von 703 Orten und Gewässerverlaufsskizzen Mitteleuropas erhalten sind. Der Nullmeridian war dabei durch Klosterneuburg gelegt.
Muestinger war auch Generalvikar der Erzdiözese Salzburg. Als Diplomat vertrat er Albrecht II. auf dem Mainzer Reichstag 1439 und er war einer mit den Abgesandten Wiener Theologischen Fakultät Teilnehmer des Konzils von Basel.